# Casuística
En la ética aplicada, la casuística se refiere al razonamiento basado en casos. Se utiliza en cuestiones éticas y jurídicas, y a menudo representa una crítica del razonamiento basado en principios o reglas. La casuística es utilizar la razón para resolver problemas morales aplicando reglas teóricas a instancias específicas.
Sus críticos usan peyorativamente los términos casuístico, casuismo y casuista, refiriéndose a la falsa casuística,  limitada de justificación y sin suficiente razón, especialmente en relación con cuestiones morales y en el tratamiento de doctrinas u opiniones sostenidas por miembros de la Compañía de Jesús, incluso a la actitud que atribuyen a estos.

## Ejemplos
Mientras que un enfoque basado en principios puede alegar que mentir es siempre moralmente incorrecto, la casuística diría que, dependiendo de los detalles del caso, mentir podría o no ser legal o ético. Sería posible concluir que una persona se equivoca al mentir mientras presta testimonio bajo juramento, pero casuísticamente mentir en tal circunstancia sería una opción moralmente mejor si con ello se salva una vida, si asumimos que salvar una vida es un principio. Tomás Sánchez, teólogo jesuita español del siglo XVII (De sancto matrimonii sacramento), y otros desarrollaron sobre el particular una doctrina de reserva mental. Para la casuística, las circunstancias del caso son fundamentales para evaluar la propia responsabilidad.
El razonamiento casuístico parte de un claro caso paradigmático. En el ámbito legal, por ejemplo, puede considerarse algún «precedente» incluido en la jurisprudencia. Desde allí, el casuista analizará el grado de correlación entre el caso en estudio y el modelo: casos iguales serán tratados igual que el paradigma, no así los que resulten distintos. En consecuencia, un hombre deberá ser culpado de asesinato premeditado si las circunstancias que rodean el caso se asemejan al modelo jurisprudencial de asesinato premeditado. Cuanto menor sea la semejanza entre el caso y el paradigma, mayor será la necesidad de justificar el tratamiento de «premeditado» en este ejemplo.[cita requerida]

## Significados
La casuística es un método de razonamiento especialmente útil en analizar cuestiones que atañen a dilemas morales. También es una rama de la ética aplicada. Es, asimismo, la base de la jurisprudencia en el derecho común, y la forma estándar de razonamiento aplicada en el derecho común.

## Moralidad y casuística
La casuística da un enfoque práctico a la moralidad. En lugar de utilizar la teoría como punto de partida, comienza con un examen del caso. Buscando paralelismos entre el paradigma, los llamados «casos puros», y el caso que nos ocupa, un casuista trata de determinar una respuesta adecuada a la moral para un caso particular.
La casuística se ha descrito como «teoría modesta». Una de sus fortalezas es que no comienza con ni enfatiza dogmas o teorías. No exige a sus cultores un acuerdo previo sobre teorías éticas ni estrategias determinadas. Sí puede convenir, en cambio, que algunos paradigmas se aborden de una forma determinada, y luego acordar en las similitudes o diferencias con el asunto tratado.
Como la mayoría de la gente está sustancialmente de acuerdo en lo que refiere a las situaciones éticas abstractas, la casuística a menudo genera argumentos que logran persuadir a gente de diferentes etnias, creencias religiosas o creencias filosóficas a tratar casos particulares de igual manera. Por esta razón, se considera la base del derecho común.[cita requerida]
Como contrapartida, es propensa a los abusos cuando se falsean las analogías con el paradigma.[cita requerida]

## Historia
En Occidente, la casuística aparece ya en época de Aristóteles (384-322 A.d. C.), pero su cenit se alcanzó entre 1560 y 1650, cuando los jesuitas la usaron extensivamente, en particular al practicar el sacramento de la confesión. El término casuística se volvió peyorativo con los ataques de Blaise Pascal sobre su mal uso. En Lettres provinciales (1656-1657), reprendió a los jesuitas por el uso del razonamiento casuístico en confesiones que permitían relativizar los pecados de los ricos donantes, mientras se castigaba a los penitentes pobres. Pascal denunció que los penitentes de la aristocracia podían cometer un pecado un día, reiterar la falta al día siguiente, donar generosamente al tercer día, luego volver a confesar los pecados y recibir la pena más leve. La crítica de Pascal empañó la reputación del método. Desde el siglo XVII, la casuística se ha considerado ampliamente una forma degenerada de pensamiento: los críticos hacen hincapié en su argumentación compleja y malintencionada.
Con la publicación de «El abuso de la casuística: historia del razonamiento moral» (1988), de Albert Jonsen y Stephen Toulmin, surgió una revaloración del método. Los autores señalaron que el problema radica en el abuso de la casuística, no en ella misma: propiamente usada.
Toulmin y Jonsen presentan a la casuística como un método eficaz para resolver la contradicción de principios entre absolutismo y relativismo: «la forma de razonamiento constitutiva de la retórica clásica casuística es el razonamiento». Por otra parte, el utilitarismo y el pragmatismo comúnmente se identifican como filosofías que emplean el razonamiento retórico de la casuística.

### Inicios de la era moderna
El método casuístico fue popular entre los pensadores de la Iglesia católica a comienzos de la era moderna, no solo entre los jesuitas, como se piensa comúnmente. Algunos autores relevantes que la usaron fueron Antonio Escobar y Mendoza, en su Summula casuum conscientiae (1627), que logró gran éxito, Tomás Sánchez, Vincenzo Filliucci (jesuita y miembro del Tribunal de la Penitenciaria Apostólica), Antonino Diana, Paul Laymann (Theologia Moralis, 1625), John Azor (Institutiones Morales, 1600), Etienne Bauny, Louis Cellot, Valerius Reginaldus, Hermann Busembaum y muchos otros.
Una de las tesis principales de estos casuistas fue la necesidad de adaptar la rigurosa moral de los Padres de la Iglesia a la moral moderna, lo que llevó en muchos casos extremos a justificar lo que Inocencio XI luego llamó «moral laxa». Por ejemplo, la justificación de la usura, el homicidio, el regicidio, la mentira, el adulterio y la pérdida de la virginidad antes del matrimonio, entre otros. Todos ellos, casos registrados por Pascal en sus críticas.
El progreso de la casuística se interrumpió hacia mediados del siglo XVII, por la controversia que produjo la doctrina probabilística, que estipulaba que uno podía seguir una «opinión probable», esto es, sustentada por la teología u otra, aun si contradecía una cita de los Padres de la Iglesia. La controversia dividió a los teólogos católicos en dos campos: rigoristas y laxistas.
Fue objeto de mucha desconfianza por parte de los primeros teólogos de la reforma protestante, porque con ella se justificaban muchos de los abusos que pretendían modificar. Atacada por el jansenismo, para mediados del siglo XVIII la casuística era prácticamente sinónimo de laxitud moral.